# Dwyfor Meirionnydd (circonscription du Parlement britannique)
Pour les articles homonymes, voir Dwyfor Meirionnydd.
Circonscription parlementaire de la 

Chambre des communes
Dwyfor Meirionnydd est une circonscription électorale britannique située au pays de Galles.

## Membres du parlement
| Election | Election | Membre              | Parti       | Portrait |
| -------- | -------- | ------------------- | ----------- | -------- |
|          | 2010     | Elfyn Llwyd         | Plaid Cymru |          |
|          | 2015     | Liz Saville-Roberts | Plaid Cymru |          |

## Élections

### Élections dans les années 2010
| Élections générales de 2017: Dwyfor Meirionnydd |                   |                     |        |      |      |
| Parti                                           | Parti             | Candidat            | Votes  | %    | ±    |
|                                                 | Plaid Cymru       | Liz Saville Roberts | 13,687 | 45.1 | +4.2 |
|                                                 | Conservateur      | Neil Fairlamb       | 8,837  | 29.1 | +6.4 |
|                                                 | Labour            | Mathew Norman       | 6,273  | 20.7 | +7.2 |
|                                                 | Liberal Democrats | Stephen Churchman   | 937    | 3.1  | -0.9 |
|                                                 | UKIP              | Frank Wykes         | 614    | 2.0  | -8.8 |
| Majorité                                        | Majorité          | Majorité            | 4,850  | 16.0 | -2.2 |
| Participation                                   | Participation     | Participation       | 30,312 | 68.0 | +2.9 |
|                                                 | Plaid Cymru hold  | Plaid Cymru hold    | Swing  | -1.1 |      |

| Élections générales de 2015: Dwyfor Meirionnydd, |                   |                        |        |       |      |
| Parti                                            | Parti             | Candidat               | Votes  | %     | ±    |
|                                                  | Plaid Cymru       | Liz Saville Roberts    | 11,811 | 40.9  | −3.5 |
|                                                  | Conservateur      | Neil Fairlamb          | 6,550  | 22.7  | +0.4 |
|                                                  | Labour            | Mary Griffiths Clarke  | 3,904  | 13.5  | −0.4 |
|                                                  | UKIP              | Christopher Gillibrand | 3,126  | 10.8  | +8.1 |
|                                                  | Indépendant       | Louise Hughes          | 1,388  | 4.8   | +0.3 |
|                                                  | Liberal Democrats | Steven Churchman       | 1,153  | 4.0   | −8.3 |
|                                                  | Green             | Marc Fothergill        | 981    | 3.4   | n/a  |
| Majorité                                         | Majorité          | Majorité               | 5,261  | 18.2  | −3.8 |
| Participation                                    | Participation     | Participation          | 28,913 | 65.1  | +1.4 |
|                                                  | Plaid Cymru hold  | Plaid Cymru hold       | Swing  | -1.95 |      |

| Élections générales de 2010: Dwyfor Meirionnydd, |                   |                   |        |      |      |
| Parti                                            | Parti             | Candidat          | Votes  | %    | ±    |
|                                                  | Plaid Cymru       | Elfyn Llwyd       | 12,814 | 44.3 | -6.4 |
|                                                  | Conservateur      | Simon Baynes      | 6,447  | 22.3 | +8.1 |
|                                                  | Labour            | Alwyn Humphreys   | 4,021  | 13.9 | -7.8 |
|                                                  | Liberal Democrats | Stephen Churchman | 3,538  | 12.2 | +1.3 |
|                                                  | Indépendant       | Louise Hughes     | 1,310  | 4.5  | +4.5 |
|                                                  | UKIP              | Frank Wykes       | 776    | 2.7  | +0.3 |
| Majorité                                         | Majorité          | Majorité          | 6,367  | 22.0 |      |
| Participation                                    | Participation     | Participation     | 28,906 | 63.7 | +2.3 |
|                                                  | Plaid Cymru hold  | Plaid Cymru hold  | Swing  | -7.3 |      |